# Tapinauchenius plumipes
Tapinauchenius plumipes là một loài nhện trong họ Theraphosidae.
Loài này thuộc chi Tapinauchenius. Tapinauchenius plumipes được Carl Ludwig Koch miêu tả năm 1842.